# Homoneura nospila
Homoneura nospila är en tvåvingeart som beskrevs av Walker 1859. Homoneura nospila ingår i släktet Homoneura och familjen lövflugor. Inga underarter finns listade i Catalogue of Life.